# درب هنز (جلغة بهاباد)
درب هنز (بالفارسية: درب هنز) هي قرية تقع في إيران في يزد. يقدر عدد سكانها بـ 62 نسمة بحسب إحصاء 2016.